# Vattenfladdermus
Vattenfladdermus (Myotis daubentonii, Kuhl 1817), fladdermusart i familjen Vespertilionidae (läderlappar).

## Utseende
En liten fladdermus med en vingbredd på 23–27 cm, kroppslängd (huvud och bål) mellan 4 och 5 cm och vikt på 6-14 g. Pälsen är rödbrun på ovansidan, ljusgrå under. Arten har 3,3 till 4,2 cm långa underarmar, en 2,7 till 5,0 cm lång svans och nästan 1 till 1,4 cm stora öron. Hos vattenfladdermusen är öronen trekantiga och flygmembranen har en mörkgrå till mörkbrun färg. Kännetecknande är den svarta spetsen av djurets tragus (broskig flik i örat).

## Beteende
Vattenfladdermusen jagar oftast över vatten, där den flyger fram och åter på låg höjd över vattenytor. Den tidigare uppfattningen att den skulle vara helt beroende av öppna vattensamlingar för sitt födosök har dock visat sig vara felaktig. Börjar jaga strax efter solnedgången och fortsätter ofta fram till gryningen. Födan består av sländor och andra vatteninsekter, skalbaggar, flugor och fjärilar. Kvittrar under flykten. Navigationslätet har en medelfrekvens av 45 kHz och består av delvis sammanflytande pulser.
Som namnet antyder föredrar arten vatten (även saltvattensstränder), men uppträder även i skogsområden, främst lövskog.
Under våren bildar honor egna kolonier som främst är skilda från hannarna. Som viloplats används håligheter i träd eller fladdermusholkar. Under juni eller juli föds ungarna och en koloni med honor och ungar kan ha ett tiotal till några hundra medlemmar. Cirka tre till fyra veckor efter födelsen blir ungarna självständiga.
Vinterdvalan sker i grottor eller övergivna gruvor som ligger inte långt ifrån platsen där ungarna föds.

## Utbredning
Vattenfladdermusen finns i större delen av Europa och via mellersta Ryssland till  Asien. Saknas dock på Balkan och norra Skandinavien. Når i Sverige upp till mellersta Norrland. Mycket vanlig i södra Sverige.

## Taxonomi
Liten vattenfladdermus, som upptäcktes 1977, har tidigare betraktats som en separat art under namnet Myotis nathalinae, men DNA-undersökningar förefaller ge vid handen att den snarare bör räknas som en underart (Myotis daubentonii nathalinae) av vattenfladdermus. De två underarterna skiljer sig endast åt, förutom mikroskopiska olikheter i anatomiska detaljer, genom att M. d. nathalinae är genomsnittligt något mindre än Myotis d. daubentonii